# Yrondu Musavu-King
Yrondu Musavu-King (Libreville, 8 de enero de 1992) es un futbolista gabonés que juega en la demarcación de defensa para el Bengaluru F. C. de la Superliga de India. Es internacional absoluto con la selección de Gabón desde 2013.

## Biografía
Tras formarse desde 2010 en el equipo filial del SM Caen, finalimente el 23 de noviembre de 2012 hizo su debut con el primer equipo en un partido de la Ligue 2 contra el Angers SCO. Al acabar la temporada firmó un contrato por dos años más en el club, aunque en 2013 salió en calidad de cedido hacia el ES Uzès Pont du Gard, disputando 19 partidos en el Championnat National. En 2014 volvió al Caen, donde jugó cinco partidos en la Ligue 1, y donde anotó su primer gol en un partido contra el Olympique de Marsella el 4 de octubre de 2014. El 2 de julio de 2015 abandonó la disciplina del club para firmar un contrato por cinco años con el Granada CF. En el mercado invernal de 2016 fichó por el FC Lorient hasta final de temporada.
En enero de 2019 fichó por el US Boulogne de Francia. En agostó se unió al Le Mans FC de la Ligue 2.

## Selección nacional
Debutó con la selección de fútbol de Gabón el 23 de marzo de 2013 en un partido de clasificación para la Copa Mundial de Fútbol de 2014 contra el Congo que finalizó con un resultado de derrota por 1-0 en contra del conjunto gabonés. Además disputó cuatro partidos de clasificación y uno del torneo de la Copa Africana de Naciones 2015.

## Clubes
| Club                          | País    | Año       | Partidos | Goles |
| ----------------------------- | ------- | --------- | -------- | ----- |
| S. M. Caen                    | Francia | 2012-2013 | 5        | 0     |
| ES Uzès Pont du Gard (cedido) | Francia | 2013-2014 | 19       | 0     |
| S. M. Caen                    | Francia | 2014-2015 | 6        | 1     |
| Granada C. F.                 | España  | 2015      | 0        | 0     |
| F. C. Lorient (cedido)        | Francia | 2016      | 4        | 0     |
| Toulouse F. C. (cedido)       | Francia | 2016-2017 | 3        | 0     |
| F. C. San Galo (cedido)       | Suiza   | 2017-2018 | 17       | 1     |
| U. S. Boulogne                | Francia | 2019      | 11       | 0     |
| Le Mans F. C.                 | Francia | 2019-2020 | 12       | 0     |
| Bengaluru F. C.               | India   | 2021-     | 6        | 0     |